# Stadio Anton Malatinský
Lo Štadión Anton Malatinského , noto anche come City Arena – Štadión Antona Malatinského, è uno stadio di calcio di Trnava, in Slovacchia.
Lo stadio è attualmente utilizzato per le partite dello Spartak Trnava e della nazionale slovacca. Ha una capacità di circa 19.200 persone.
È dedicato all'ex calciatore ed allenatore locale Anton Malatinský.
Lo stadio è stato inaugurato nel 1921 e ristrutturato tra il 2013 e il 2015.